# Ливи, Адам
Адам Ливи (англ. Adam Leavy, родился 21 сентября 1995 года в Дублине) — ирландский регбист, выступающий за клуб «Лэнсдаун»; игрок сборной Ирландии по регби-7, участник летних Олимпийских игр 2020 года в Токио. Брат Дэна Ливи, также регбиста.

## Биография
Классическим регби занялся, учась ещё в дублинском колледже Святого Михаила. После окончания средней школы его пригласили выступить на клубном турнире по регби-7 в Лимерике: по словам Адама, это походило на «крещение огнём», поскольку его одноклубники пришли из регби-15, его команда провела всего одну или две тренировки, а в первых двух матчах команду попросту «размазали». Его пригласили в академию клуба «Коннахт», однако в 2017 году он стал выступать в регби-7. Также он выступает за клуб «Лэнсдаун» во Всеирландском чемпионате.
В 2017 году Ливи официально дебютировал за сборную Ирландии по регби-7 на этапе чемпионата Европы в Эксетере. Команда по итогам турнира стала серебряным призёром. Через год Ливи выступил на этапе Мировой серии в Париже: его команда одержала сенсационные победы над выступавшими в «ядре Мировой серии» Австралией и Испанией и заняла 7-е место на этапе. В том же году Ливи сыграл на этапах чемпионата Европы по регби-7 в Маркусси и Лодзи, а его сборная сенсационно выиграла чемпионат Европы.
В 2019 году Ливи выступил на Гонконгском ежегодном турнире, который Ирландия выиграла, квалифицировавшись в Мировую серию сезона 2019/2020. Также сыграл на этапе в Лондоне в сезоне 2018/2019, одержав победы с командой над Англией, Шотландией и Канадой и заняв итоговое 6-е место.
В июне 2021 года Адам Ливи со сборной Ирландии квалифицировался на летние Олимпийские игры в Токио: в финальном матче межконтинентального отбора в Монако его сборная победила Францию со счётом 28:19. На Олимпиаде сыграл 5 матчей и занял 10-е место с командой.
Окончил факультет экономики Ирландского национального университета в Голуэе и магистратуру Дублинского университетского колледжа (бизнес-школа Майкла Смёрфита), вне регбийной карьеры намерен работать в сфере инвестиций и управления имуществом.